# Dawid Łorija
Dawid Grigorjewicz Łorija (ros. Давид Григорьевич Лория, ur. 31 października 1981 w Celinogradzie) – kazachski piłkarz, występujący na pozycji bramkarza. Od 2010 roku jest zawodnikiem Irtyszu Pawłodar.